# Медора (Индијана)
Медора (енгл. Medora) град је у америчкој савезној држави Индијана.

## Демографија
По попису из 2010. године број становника је 693, што је 128 (22,7%) становника више него 2000. године.
| Група             | 2000.       | 2010.       |
| Белци             | 558 (98,8%) | 668 (96,4%) |
| Афроамериканци    | 0 (0,0%)    | 1 (0,1%)    |
| Азијати           | 0 (0,0%)    | 0 (0,0%)    |
| Хиспаноамериканци | 5 (0,9%)    | 7 (1,0%)    |
| Укупно            | 565         | 693         |